# Сиро (Сондрио)
Сиро је насеље у Италији у округу Сондрио, региону Ломбардија.
Према процени из 2011. у насељу је живело 18 становника. Насеље се налази на надморској висини од 473 м.